# 1392
1392 (MCCCXCII) a fost un an bisect al calendarului iulian, care a început într-o zi de miercuri.

## Evenimente
- Prima mențiune în documente a boierilor moldoveni.

## Nașteri
- Alain Chartier, scriitor și om politic francez (d.c. 1430)

## Decese
- 25 septembrie: Serghei de Radonej  (n. 1314)
- 4 aprilie: Jeong Mong-Ju  (n. 1337)
- dată necunoscută: Ladislau de Losoncz  (n. ?)